# Lachta Tsentr
Het Lachta Tsentr (Russisch: Лахта Центр, Engels: Lakhta Center) is een wolkenkrabber in de Russische stad Sint-Petersburg. De toren werd al deels ingehuldigd op 27 juni 2018 en heeft een hoogte van 462 meter, bestaande uit 87 etages. Het bouwwerk werd tijdens de bouw op 5 oktober 2017 hoger dan de Federatietoren en daarmee het hoogste gebouw van Europa en bereikte zijn definitieve hoogte op 29 januari 2018. Eigenaar is aardgasleverancier Gazprom die hier zijn nieuwe hoofdkwartier heeft gevestigd.
Het bouwwerk bevindt zich in het historisch stadsdeel Lachta, aan de noordelijke oever van de Finse Golf. Om een licht en elegant ontwerp te verkrijgen koos ontwerper Tony Kettle voor een gedraaide toren, van bodem tot top draaien de wanden met negentig graden.
De architectenbureaus die betrokken waren bij de bouw zijn RMJM, vooral architect Tony Kettle, die daar indertijd werkte. Voor de latere detailuitwerking Gorprojekt. Hoofdaannemer was het Turkse Rönesans Holding.
Op 1 maart 2015 werd de bodemplaat van de fundering van het Lachta Tsentr voltooid. Die bodemplaat is opgenomen in het Guinness Book of Records als de grootste oppervlakte gerealiseerd met ononderbroken gieten van beton in de wereld. Gedurende 49 uur werd onafgebroken 19.624 m³ beton gestort, wat het vorige wereldrecord met 3.000 m³ overschreed.
Het complex omvat een wolkenkrabber en een multifunctioneel gebouw, van elkaar gescheiden door een atrium. Het totale oppervlak van de gebouwen bedraagt 400.000 m². Het project is in gebruik genomen in het derde kwartaal van 2018.
De bovenste verdieping bevindt zich op een hoogte van 378 meter. Het gebouw bevat 96 liften waarvan 40 van Schindler. Een deel van de liften zijn dubbeldeksliften. Er zijn 34 liften in de wolkenkrabber geïnstalleerd, 62 in het multifunctioneel gebouw.
Het gebouw heeft een gewicht van 670.000 ton. De spits boven op het gebouw is 117,75 m hoog en weegt meer dan 2.000 ton.
Circa 43% van de totale oppervlakte van het complex is als kantoorruimte ingevuld. Een aanzienlijk deel werd zo beschikbaar om van het gebouw een evenementencentrum en publiekstrekker te maken. In het gebouw bevinden zich onder meer restaurants en cafés voor samen minstens 1.500 bezoekers, een concertzaal, tentoonstellingsruimtes voor vaste en tijdelijke tentoonstellingen, een medisch centrum, sportcomplex en wetenschappelijk en educatief centrum voor kinderen "The World of Science". Dit laatste heeft een geplande oppervlakte van 7.000 m². Verder wordt ook een bolvormig planetarium met een capaciteit van maximaal 100 personen en een multifunctioneel auditorium voor 494 personen voorzien.
In de wolkenkrabber komt een panoramisch restaurant met twee niveaus op de 74ste en 76ste verdieping op een hoogte van 330 meter en uitkijkplatforms met telescopen op de 83ste tot de 86ste verdieping, het hoogste op 357 meter hoogte.
Om de duurzaamheid te verhogen en het energieverbruik te beperken wordt elke nacht duizend ton ijs aangemaakt, dat overdag gebruikt wordt voor de luchtkoeling. Andere duurzame technieken zijn mechanische en natuurlijke koeling, recuperatieve warmtewisselaar, automatische sturing van de lichtintensiteit, verlichting met LED, gebruik van regenwater, regenwaterpomp en energiezuinige liften.

## Fotogalerij

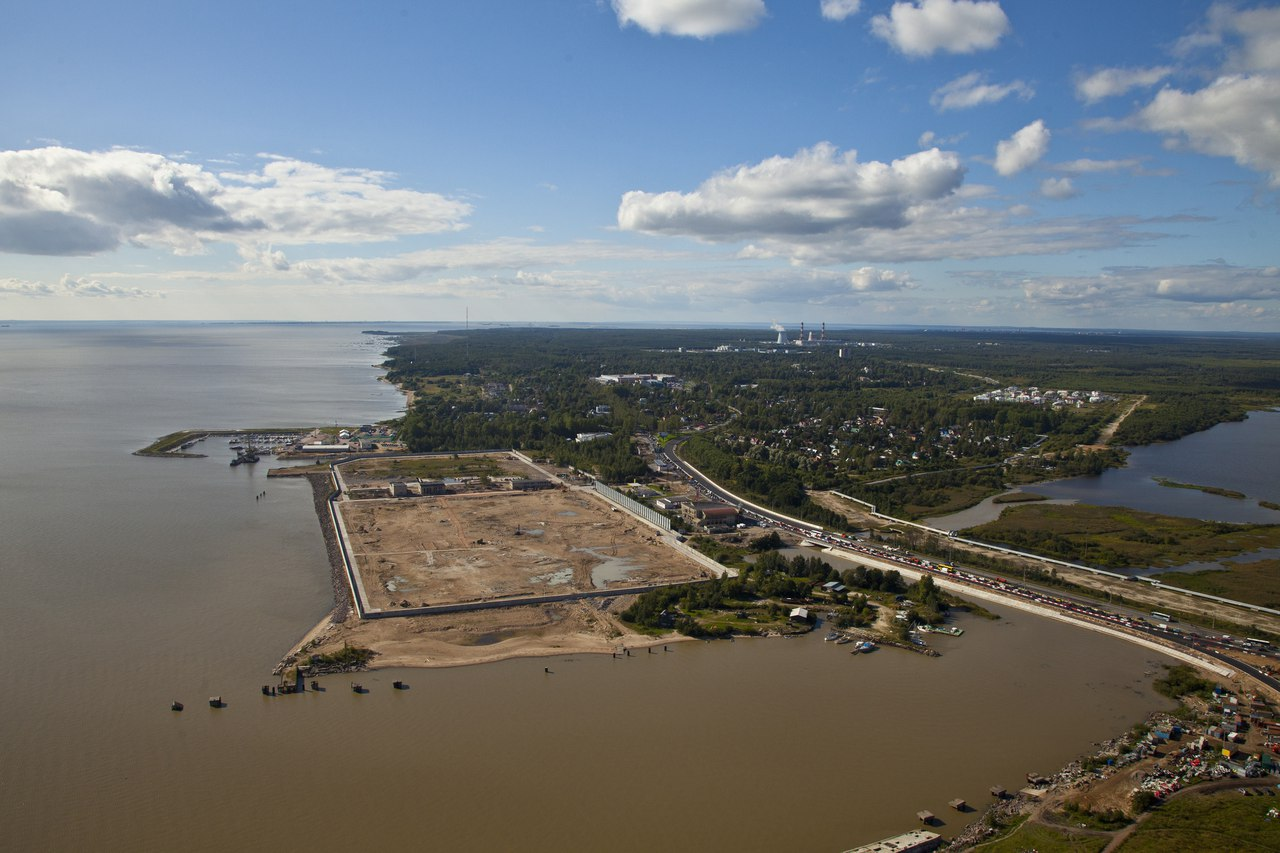
Type perceel vóór de bouw
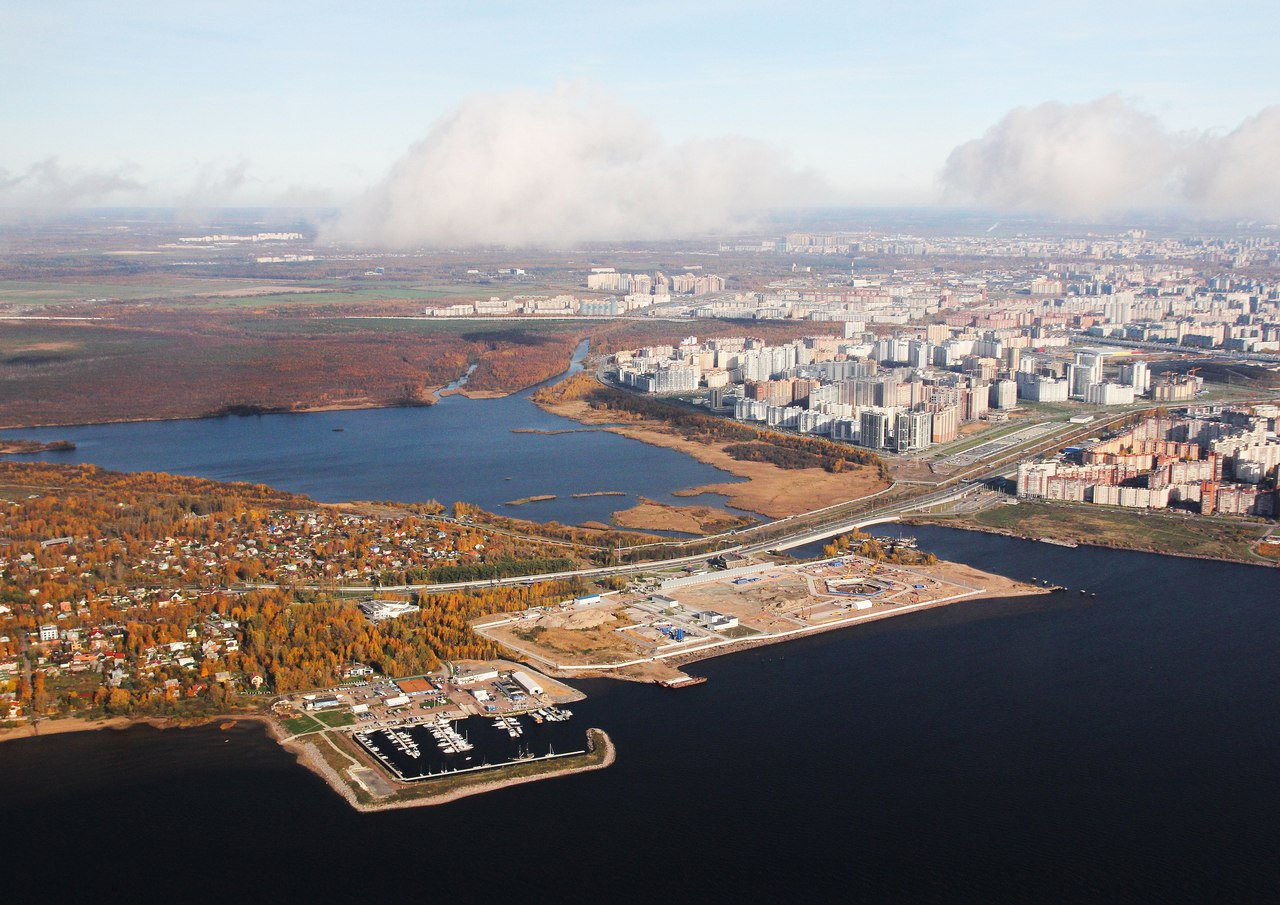
Type perceel vóór de bouw
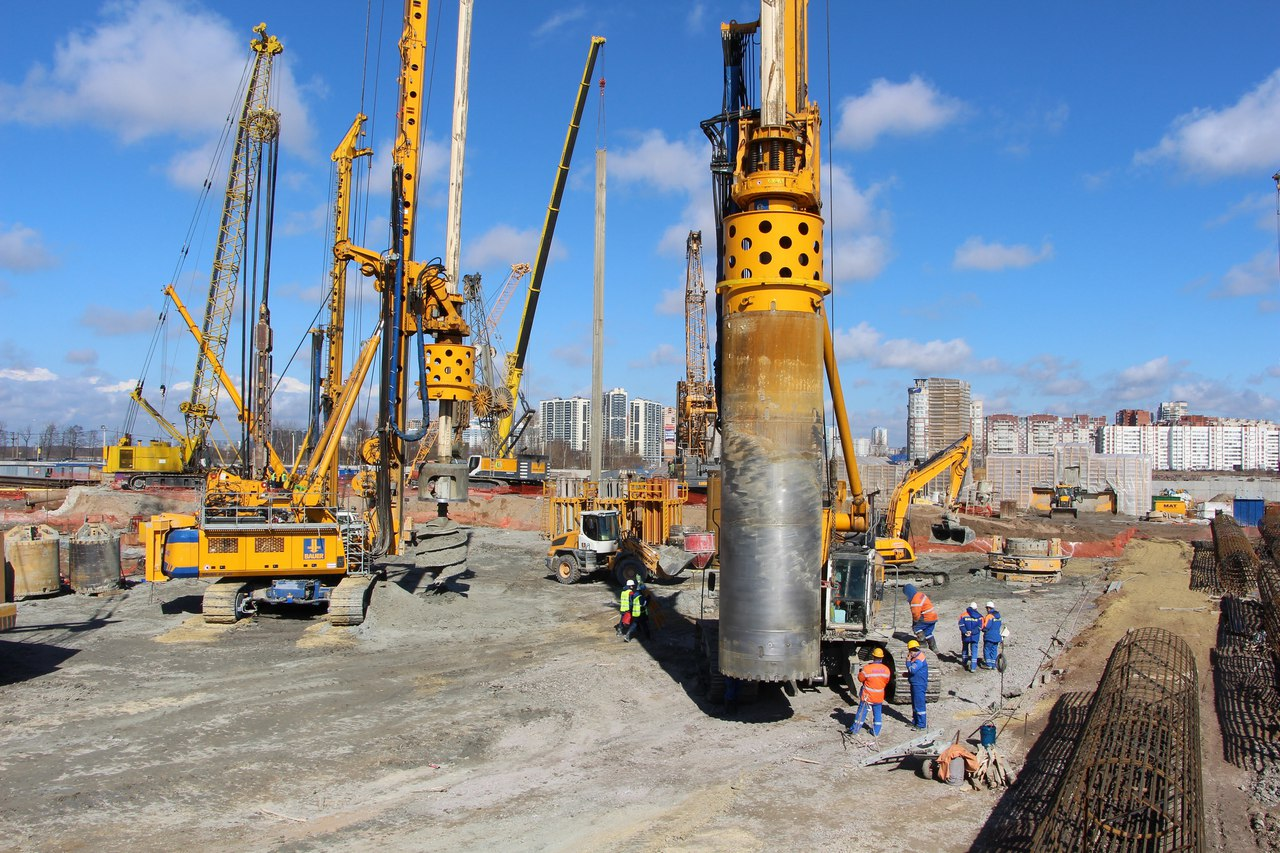
Bouw van funderingen
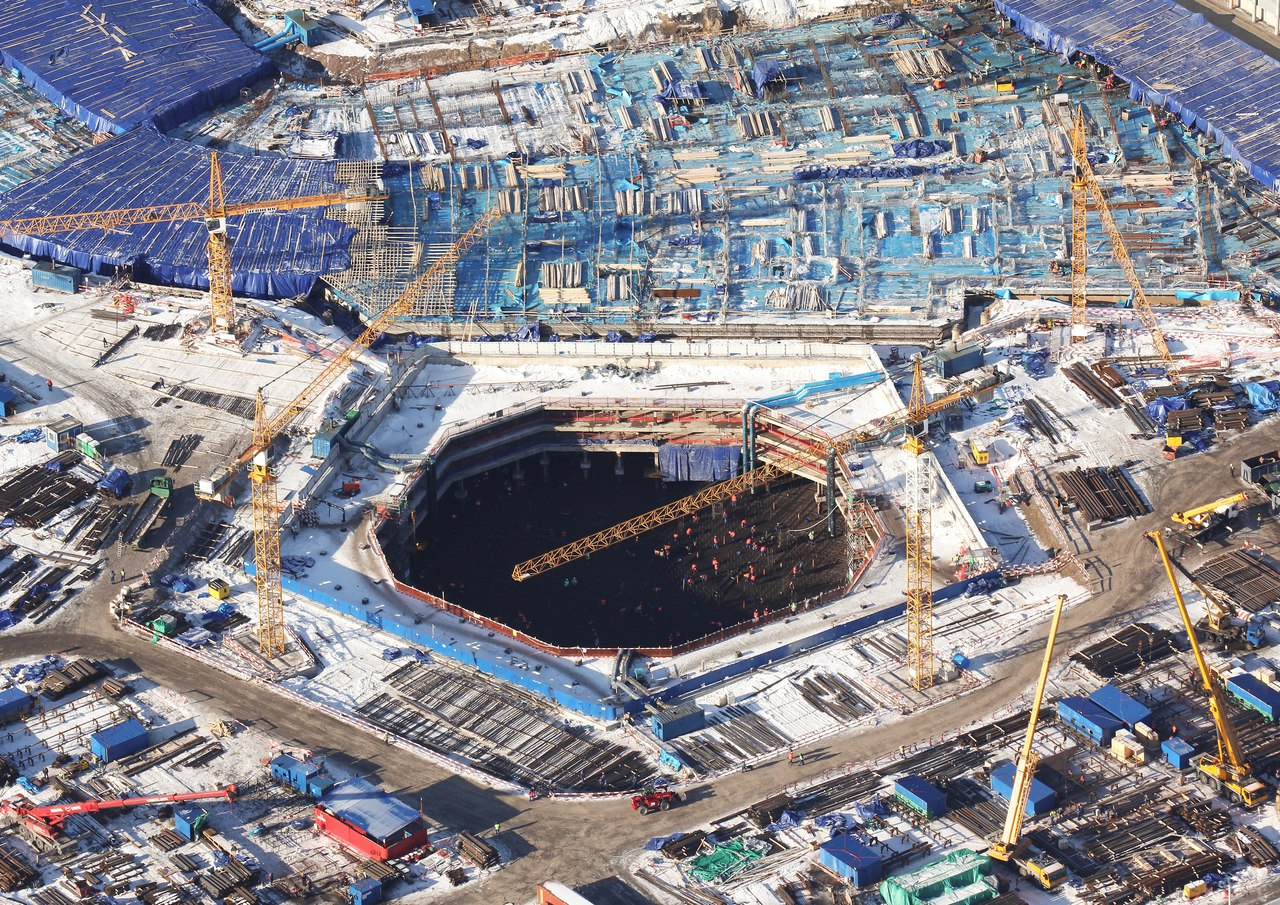
Bouw van funderingen
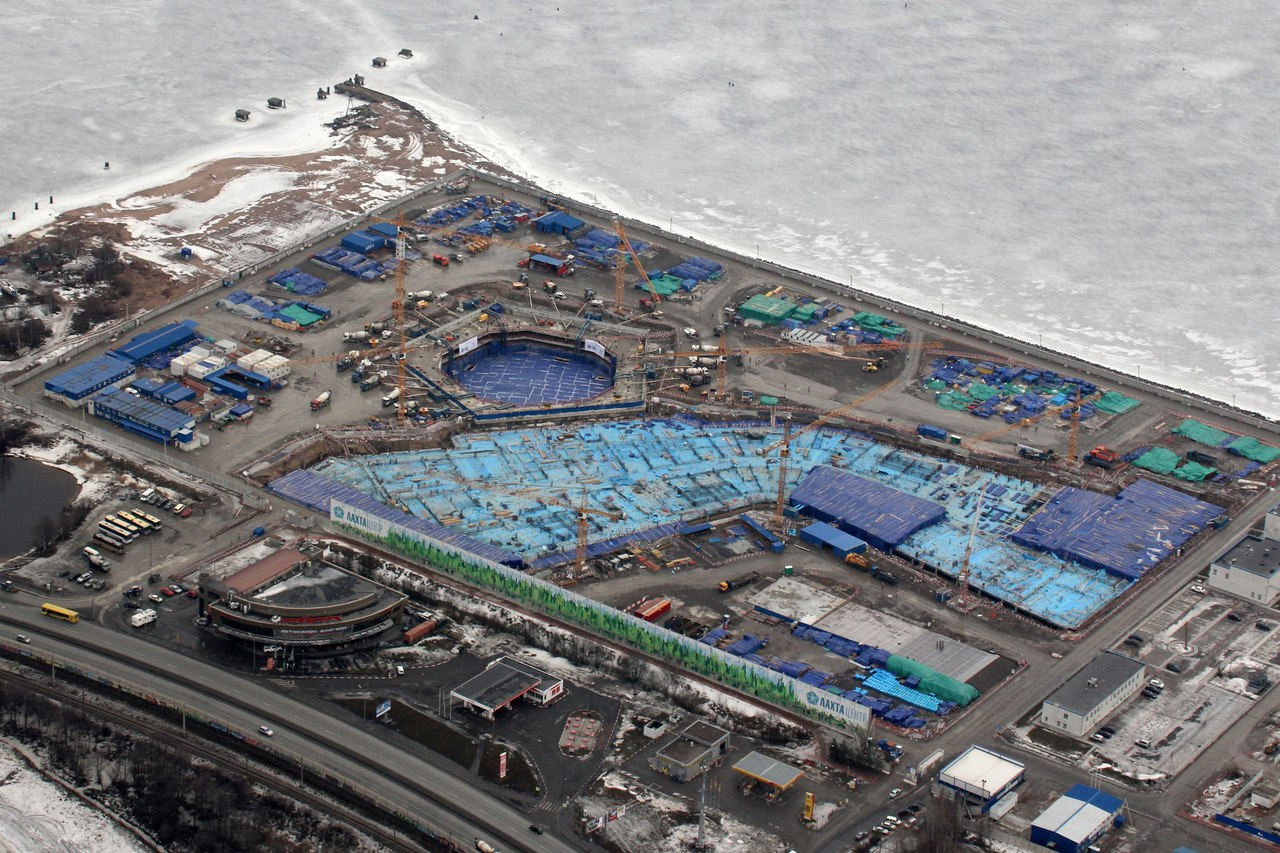
De fundering van het gebouw is klaar
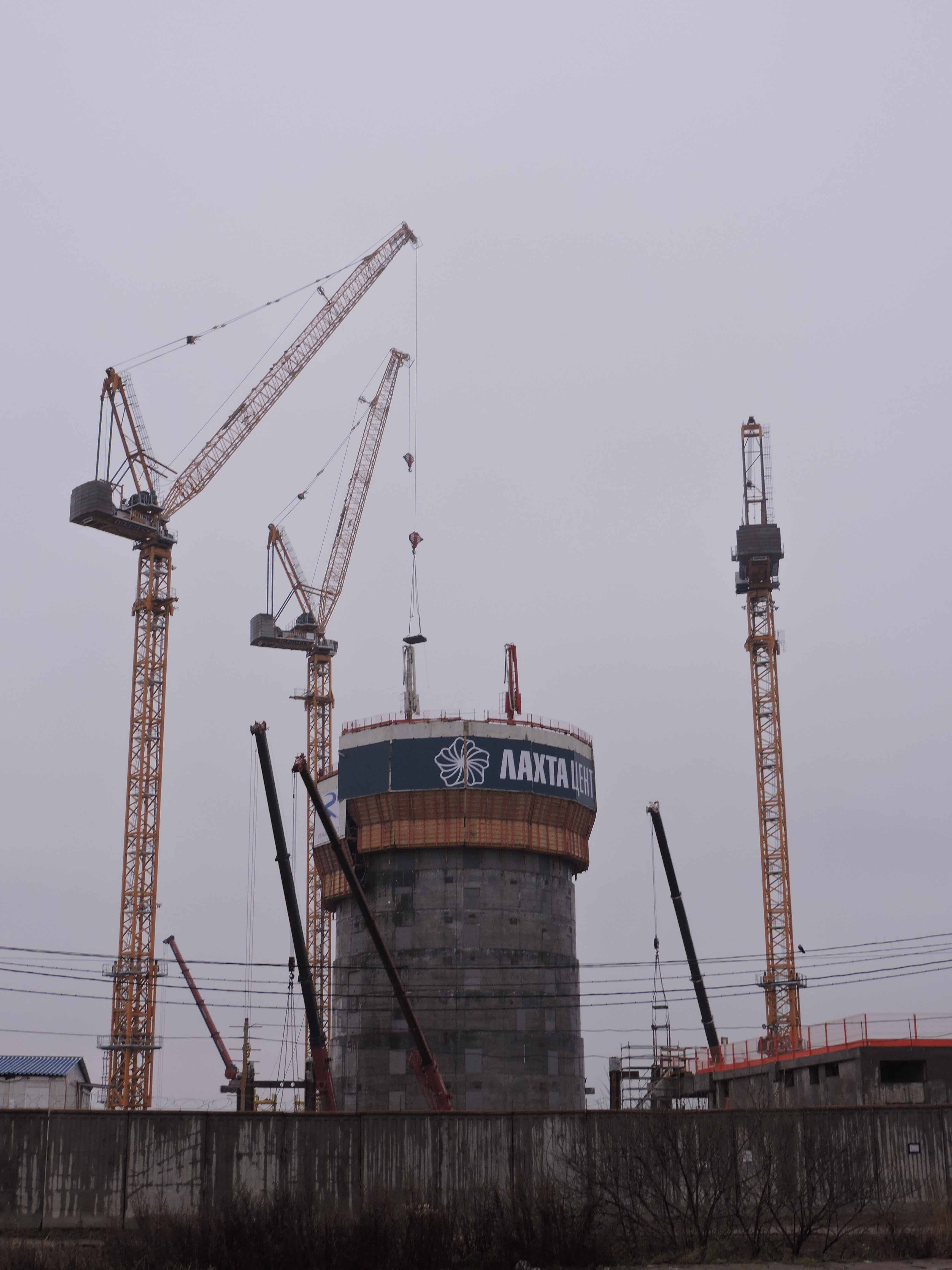
Bouw in November 2015
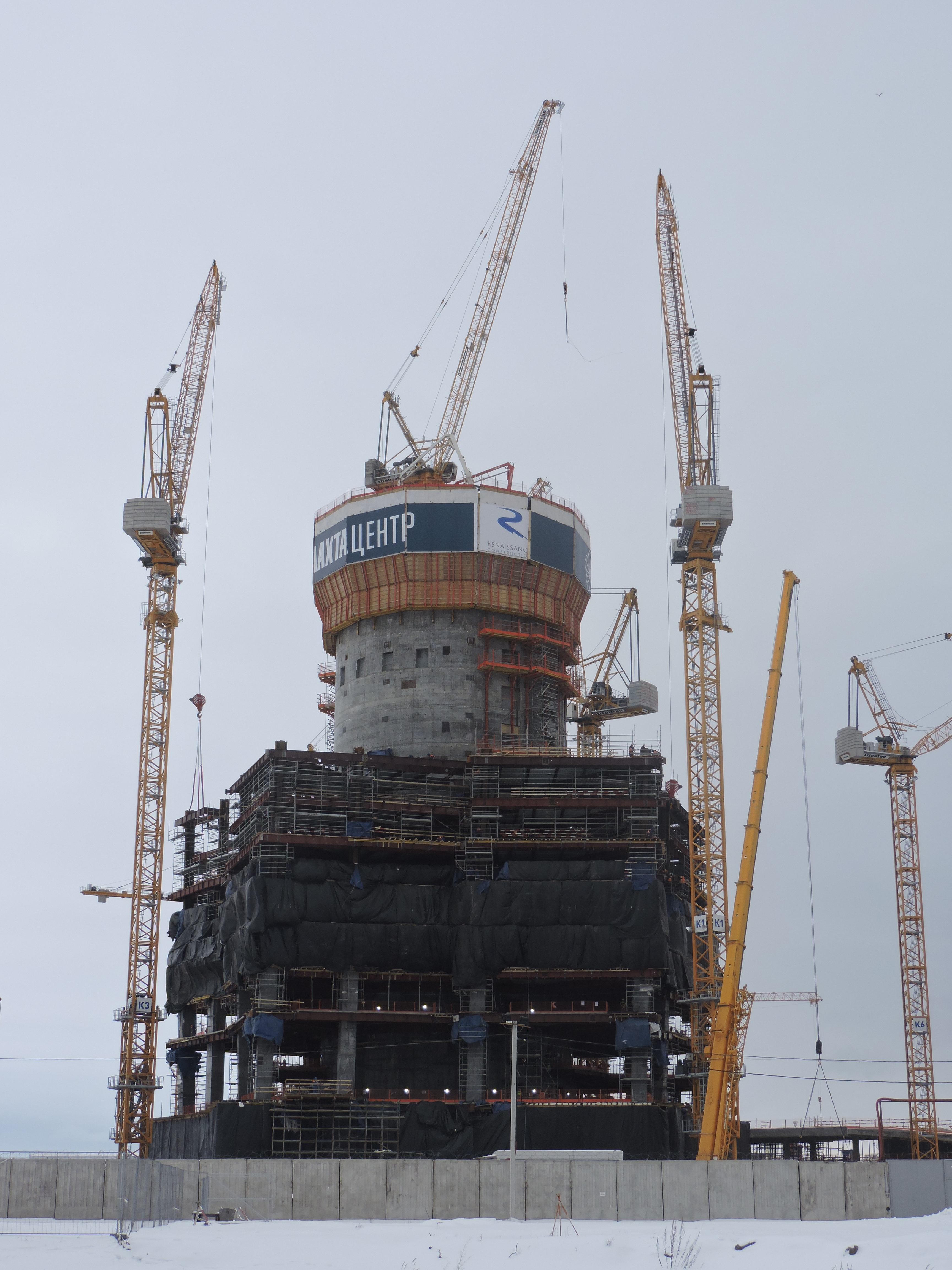
Bouw in februari 2016
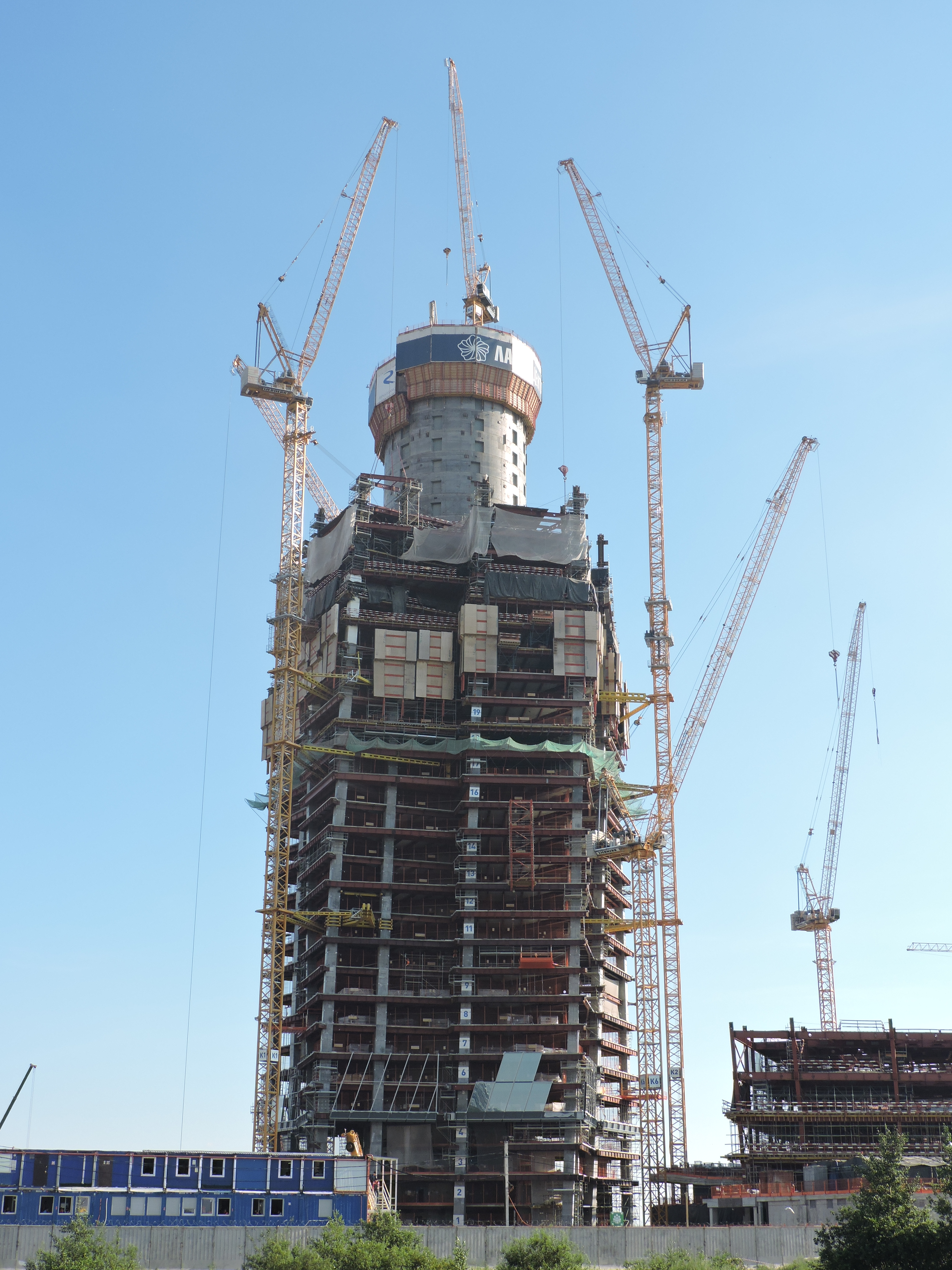
Lachta Tsentr in juli 2016
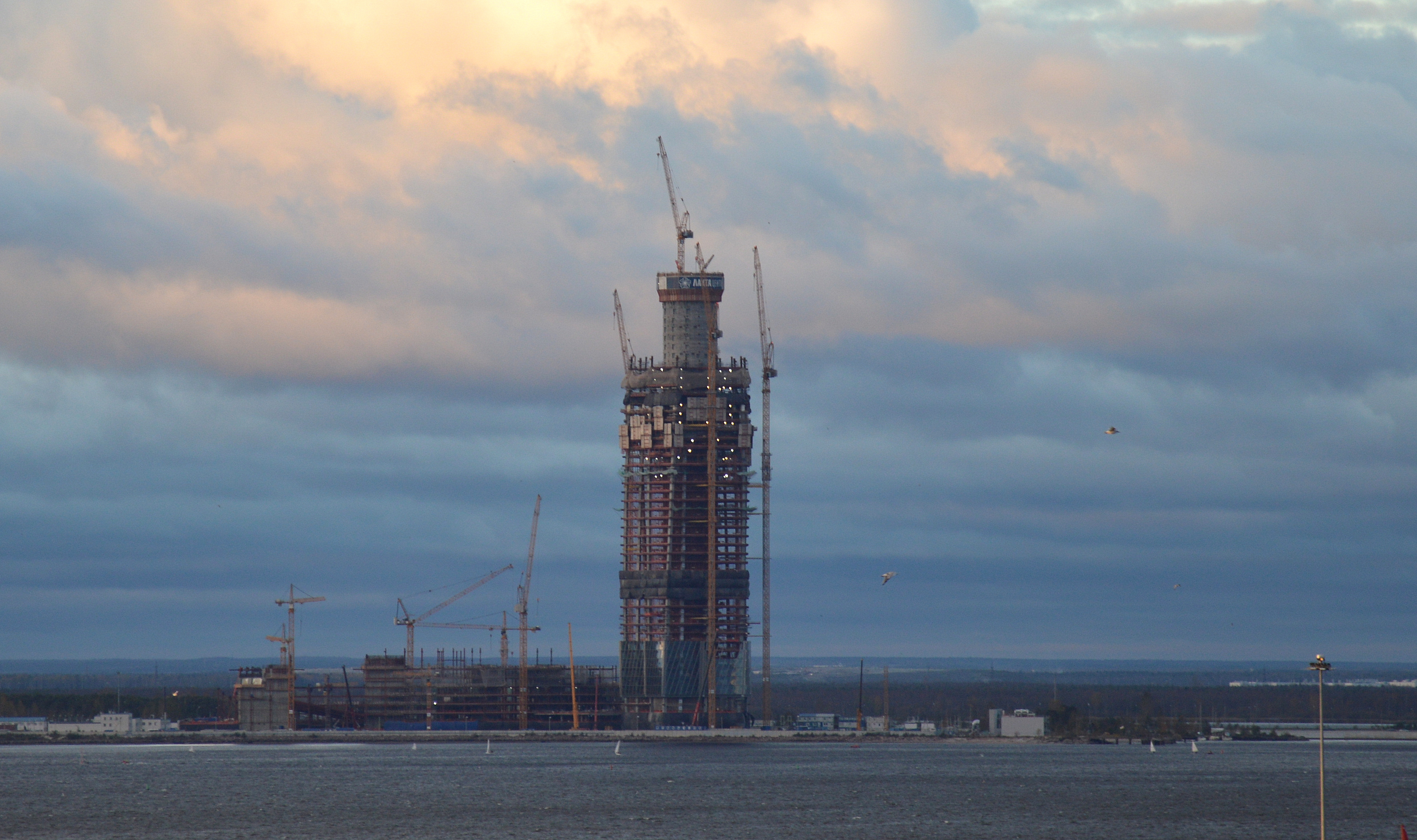
Lachta Tsentr in oktober 2016
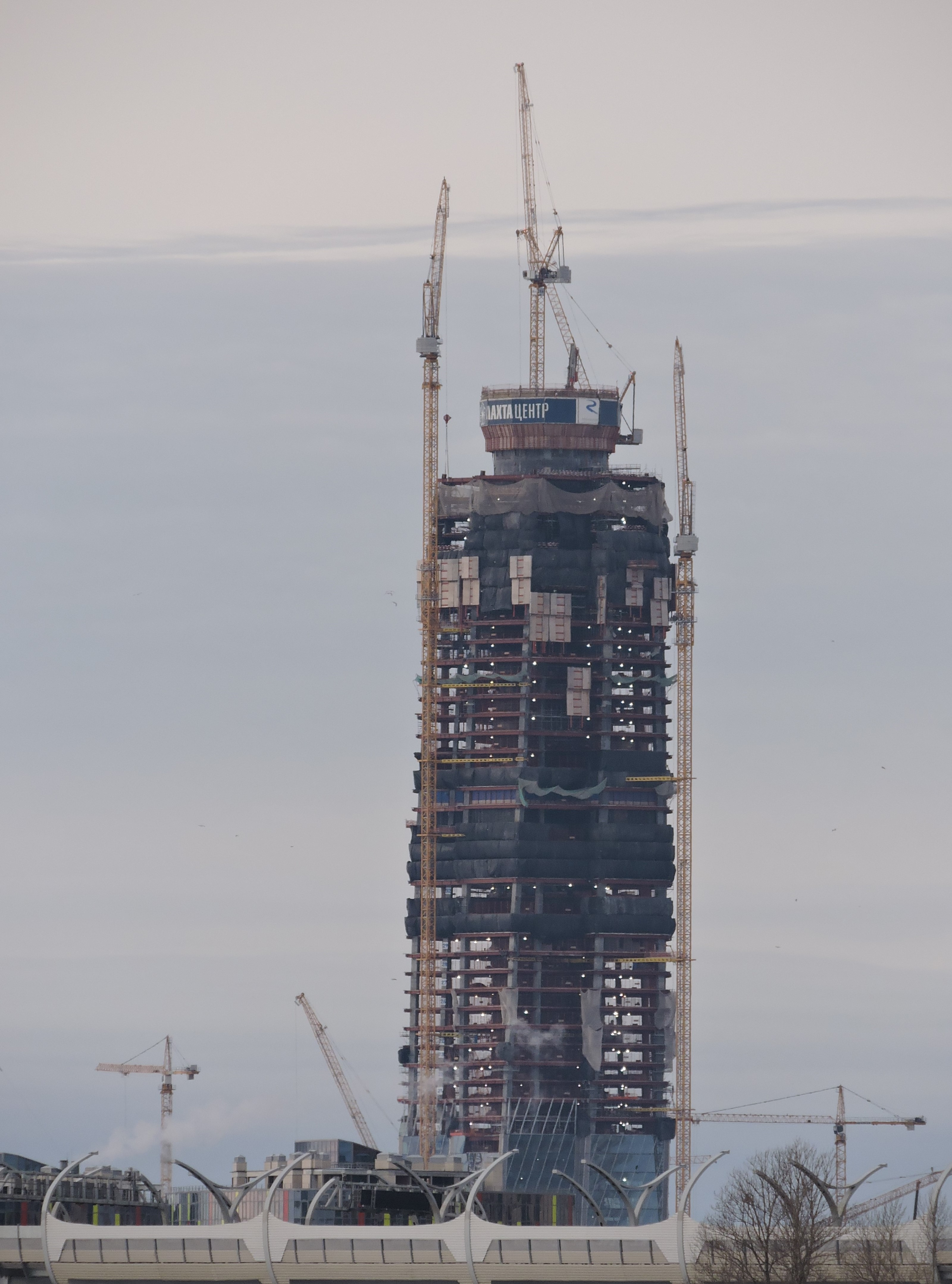
Lachta Tsentre in 2016. Hoogte-245 meter
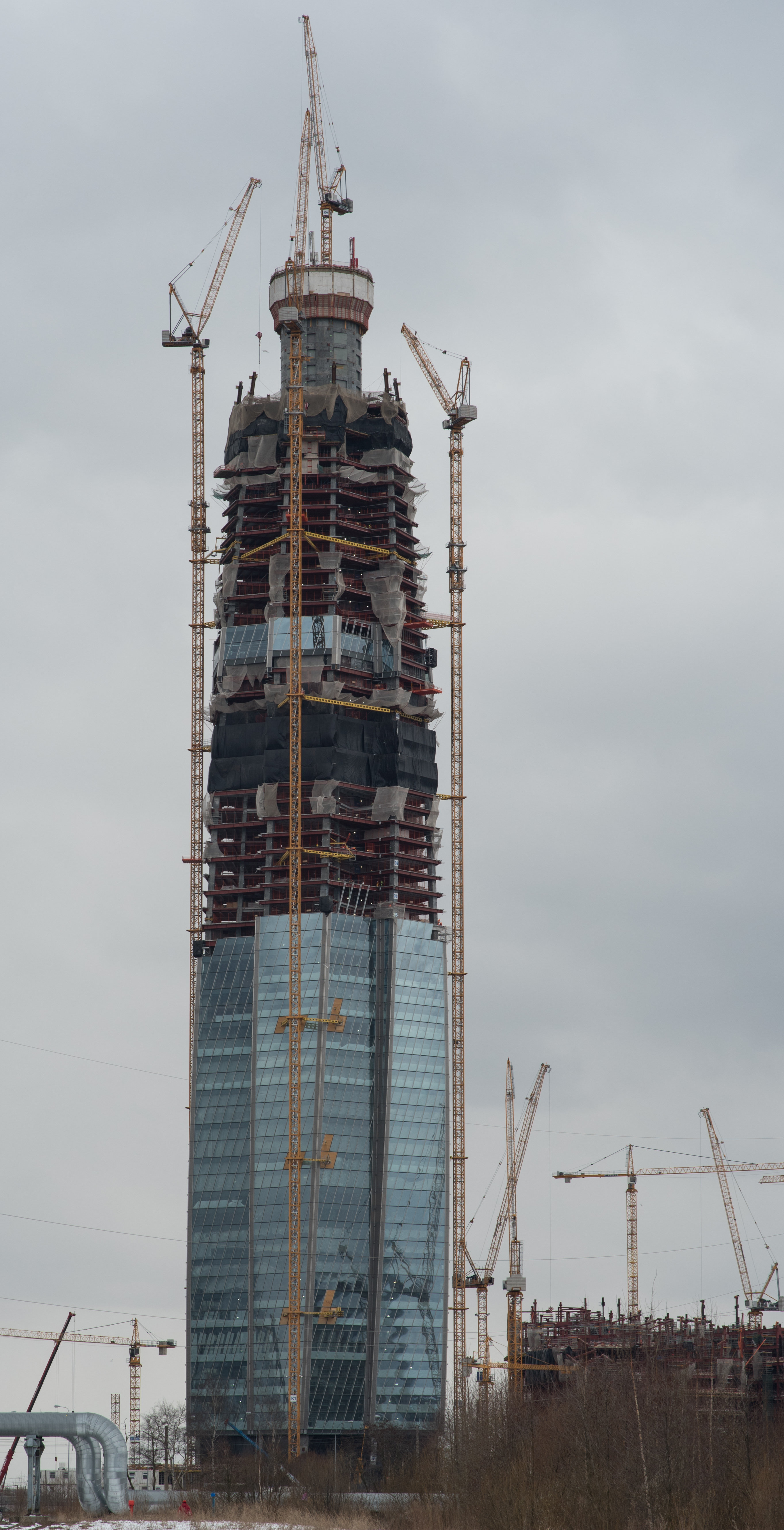
April 2017. Hoogte-310 meter
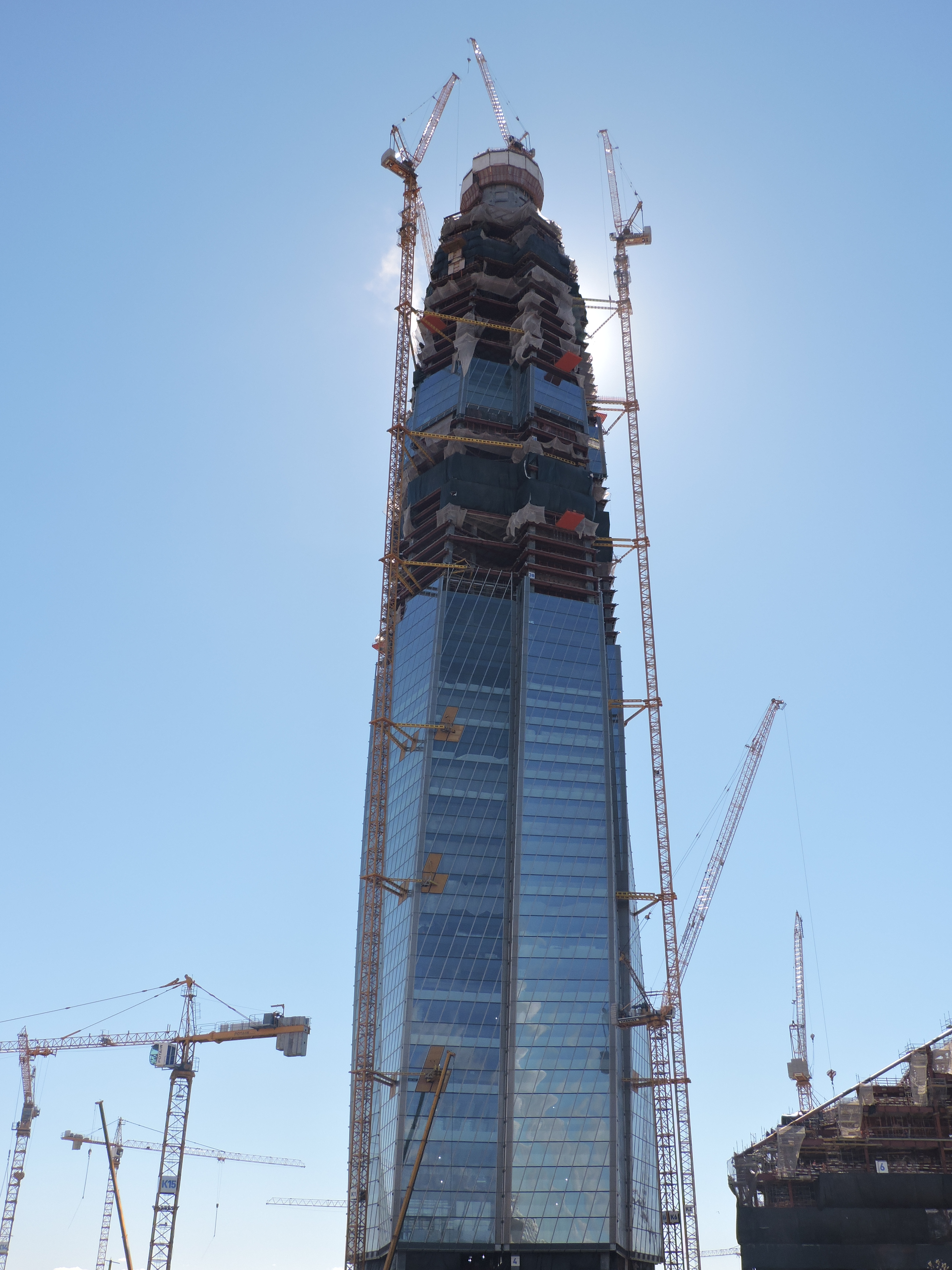
Mei 2017. Hoogte-323 meter
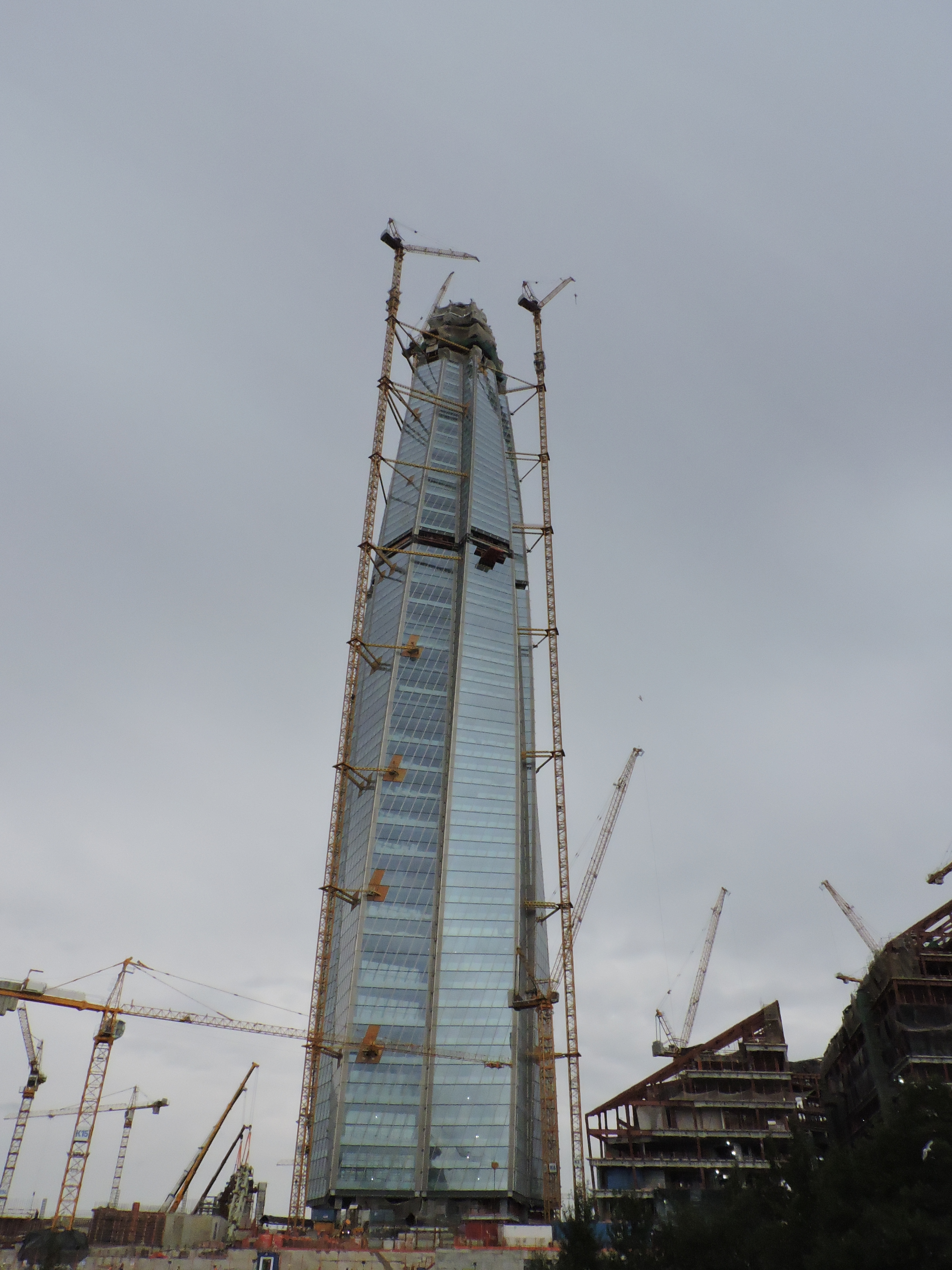
Lachta Tsentr in September 2017
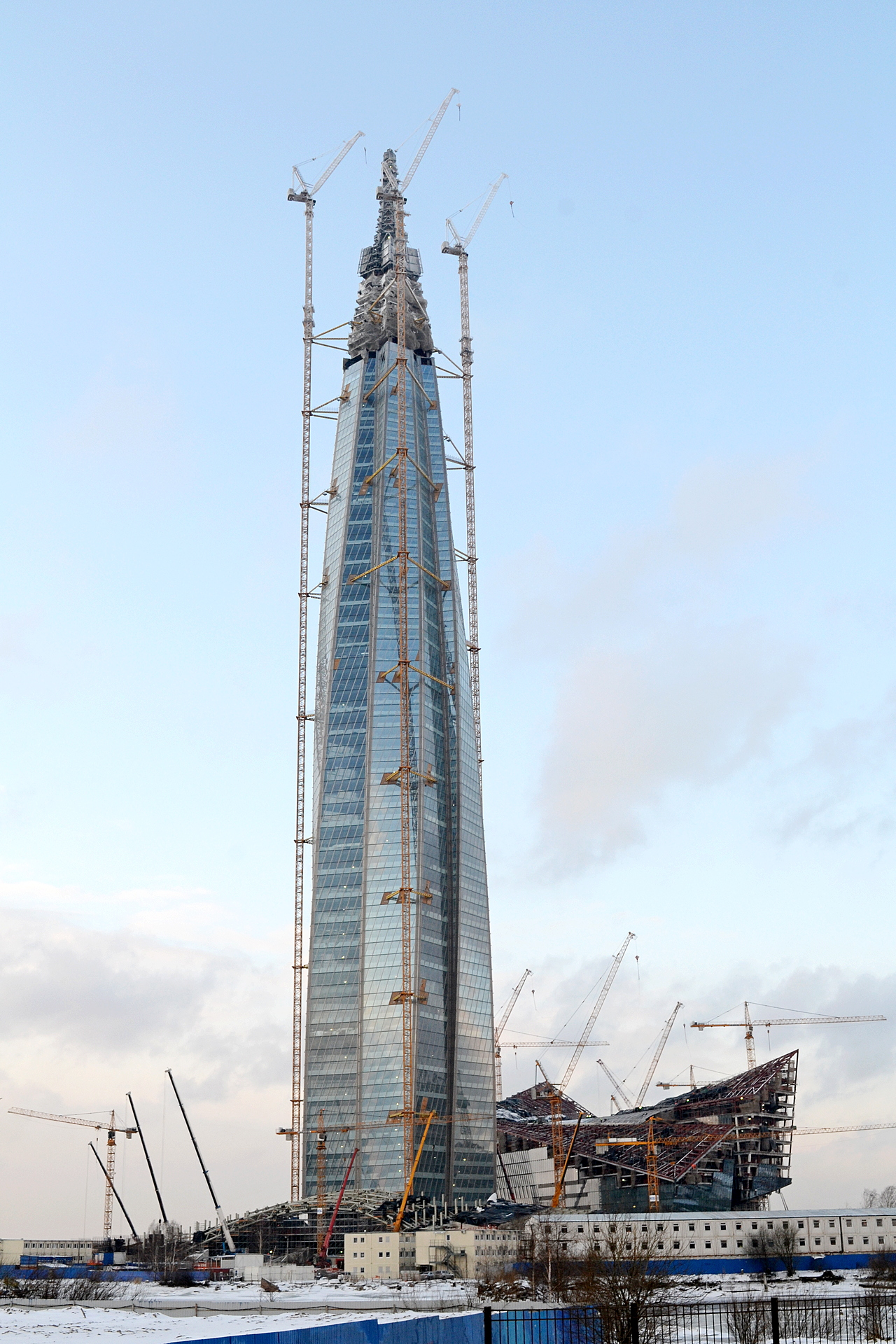
Januari 2018: installatie van de spits
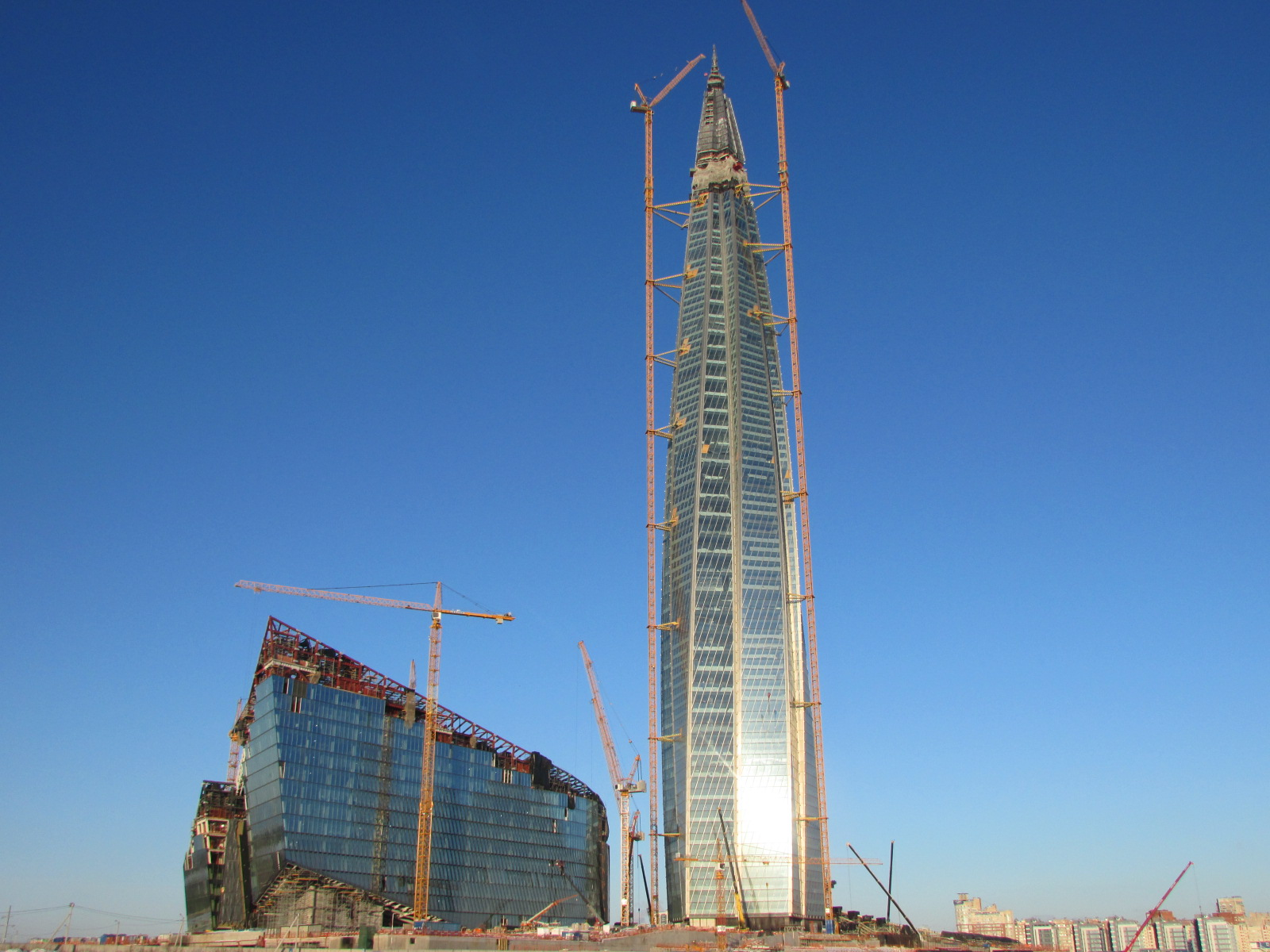
Een wolkenkrabber in februari 2018
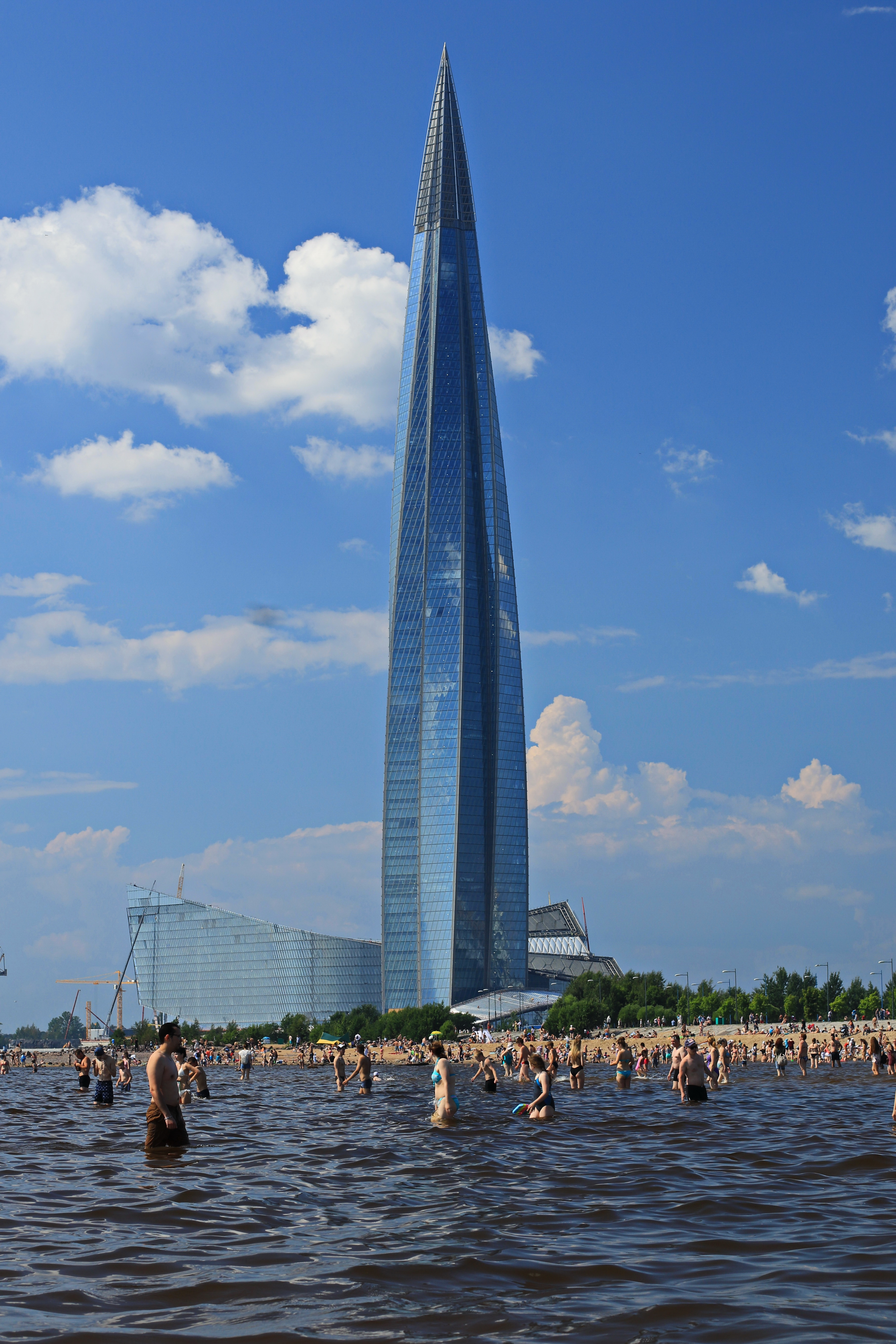
Juni 2018
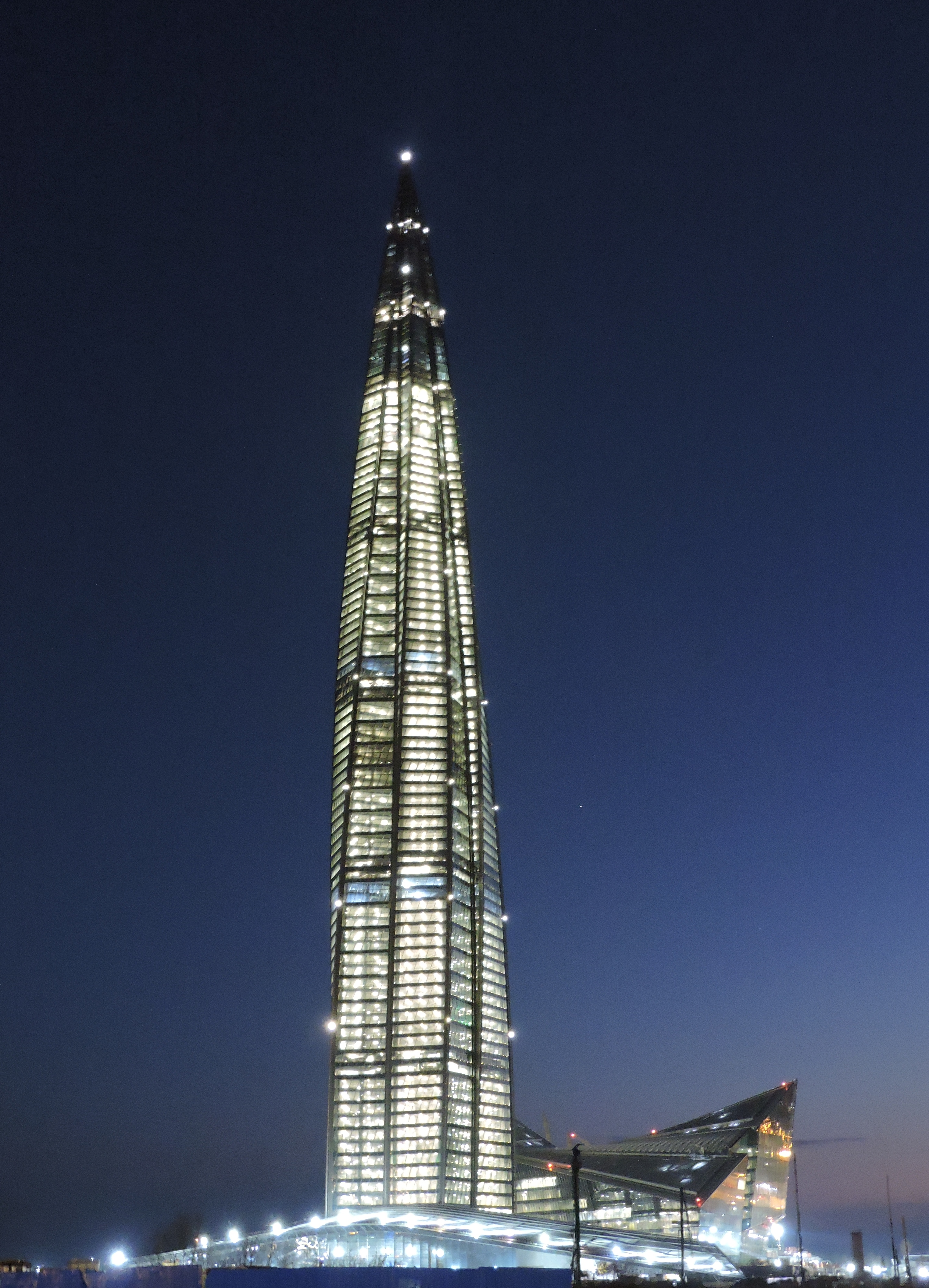
Lachta Tsentr in April 2019
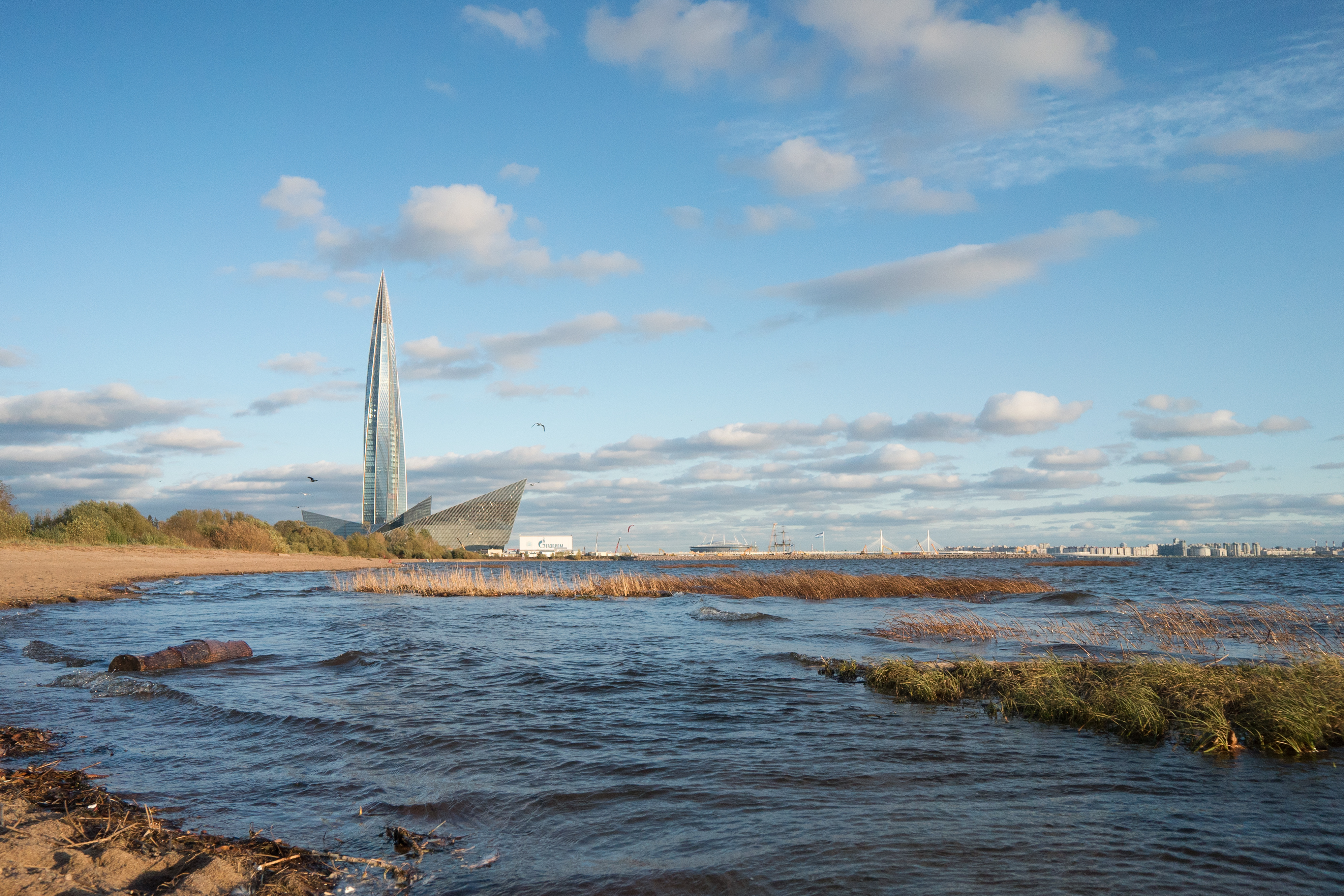
Wolkenkrabber in 2020
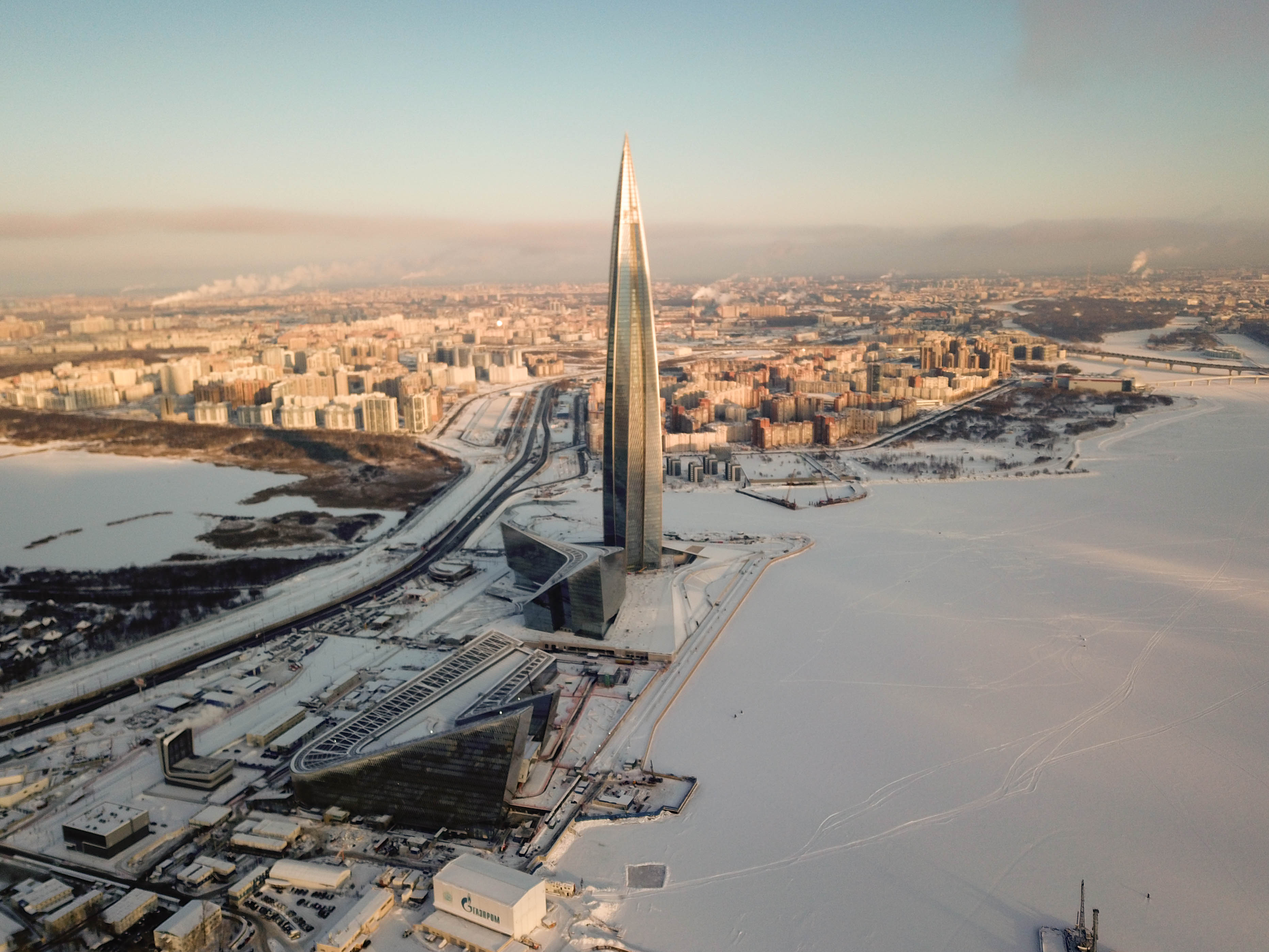
Een wolkenkrabber in de winter in 2021
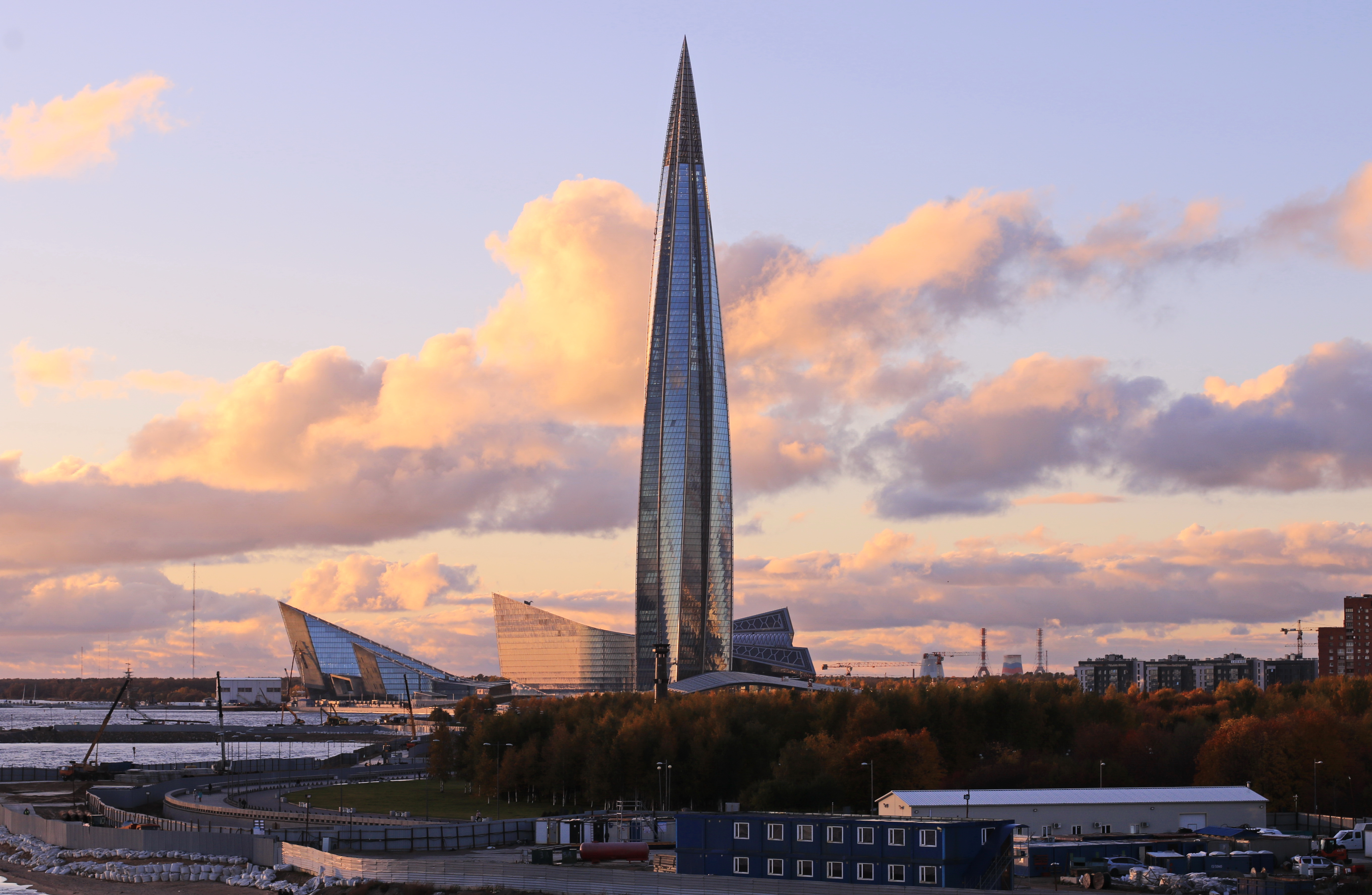
Oktober 2022
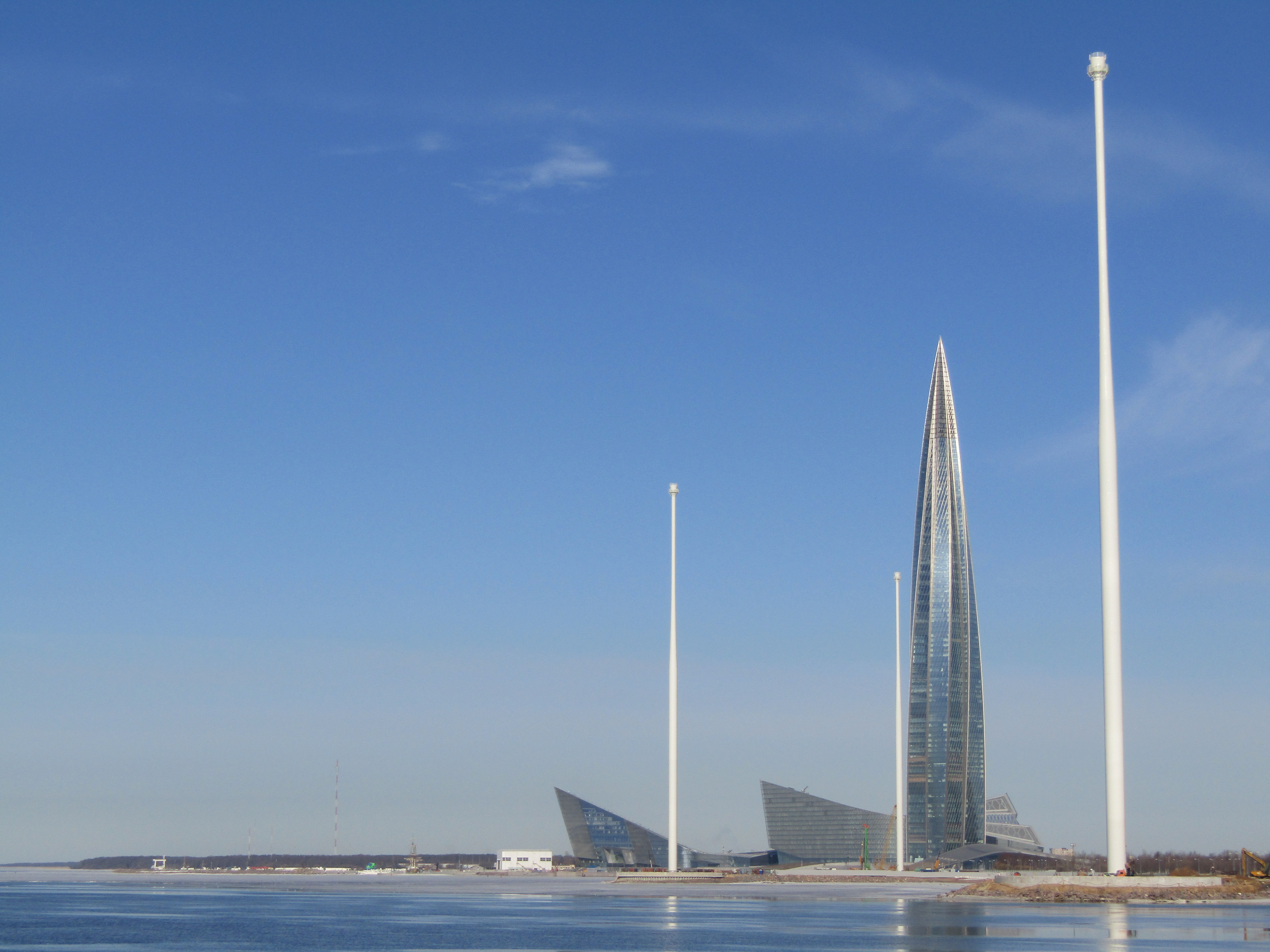
April 2023